# 斯科特·约翰逊
斯科特·约翰逊（英語：Scott Johnson，1961年7月12日—），美国男子竞技体操运动员。他曾获得1984年夏季奥运会体操比赛男子团体全能金牌。他也参加了1987年泛美运动会，获得多枚奖牌。